# ボドランド人民戦線
ボドランド人民戦線（Bodoland People's Front）はインドの政党。地方政党の1つとして位置づけられ、アッサム州で活動している。略称は「BPF」または「BOPF」（本記事では「BPF」を使用する）。

## 概要

### 略歴・現状
2005年のボド領域自治県評議会選挙の際にボド人民革新戦線（BPPF）が結成されたが、まもなく分裂して成立したのがこのBPFである。その後、自治県評議会ではBPFが多数派を占めている。現在の総裁はハグラマ・モヒラリー。
2006年州議会選挙では、国民会議派（INC）と選挙協力を結び、初参戦ながら10議席を獲得する健闘を見せた。選挙後、INCとの連立政権に参加している。2009年の連邦下院選挙（アッサム州割当14議席）では、BPF結成前の1998年からコクラジハル選挙区の下院議席を守ってきたサンスマ・クングル・バスマタリを擁し、BPPF側が無所属候補として立てたラージヤ・サバー（連邦上院）議員経験者のウルカウ・グラ・ブラフマ（Urkhau Gwra Brahma）を破って1議席を獲得した。2011年州議会選挙でも引き続きINCと連携しており、議席数を2つ増やして12とし、州議会内第3党の地位を獲得した。これにより引き続き連立与党を務めている。
しかし2014年連邦下院選挙の直前になると、BPFで内紛が発生する。その結果、現職議員のバスマタリはBPFから追放され、コクラジハル選挙区ではチャンダン・ブラフマ（Chandan Brahma）がBPF公認候補として連邦下院選挙に出馬した。しかし同選挙区では、BPFのC・ブラフマとBPPFが再び擁立した無所属候補U・G・ブラフマとが相討ちする形となり、その間隙を衝いたアッサム統一解放戦線（ULFA）出身の無所属候補ヒーラ・サラニヤ（Heera Saraniya）が圧勝した。この結果、BPFは連邦下院議席を喪失している。

### 基本路線・政治手法
連邦下院議員のバスマタリは、1980年代からボド学生連合代表として平和的手段を重視した自治権獲得運動を展開してきた。現在はINCとの間で州連立政権を組み、着実に勢力を伸ばしている。ただし連邦レベルでは、統一進歩同盟に参加しなかった。
BPFは分裂元のBPPFと激しく対立している。2009年連邦下院選挙では支持者同士で激しく衝突して負傷者を出し、投票直後にはバスマタリも襲撃されて運転手と護衛が死亡する事件が起きた（ただし後者についてはBPPFは関与を否定している）。BPFも、BPPFと同様に、ボド自治権運動を継続する武装組織との関係が取りざたされている。BPPF側はBPFがボド解放のトラ（BLTF）と結んでいると、一方のBPF側はBPPFがボドランド民族民主戦線（NDFB）と結んでいると、互いに非難し合っている。
2014年連邦下院選挙でも、BPFとBPPFは互いに譲らず激しい選挙戦を展開したが、これはボド族候補の共倒れという様相になってしまう。しかも、ボドランド地域評議会などボド族の自治地域でもボド族の割合は30%程度まで低下しており、逆に人口シェアを増加させていたムスリムは、ボド族からの襲撃を受けるなど迫害を受けていたこともあって、非ボド族候補のサラニヤ支持に転じた。この結果、サラニヤが漁夫の利を得る圧勝となったのである。

## 注
1. ↑  木村（2011）、199頁。
2. ↑  木村同上。なおインドの平和紛争研究所のレポートによると「11議席」とされている。Rupakiyoti Borah, "Assam Elections 2006: Surprises Galore," Institute of Peace and Conflict Studies, 26 May 2006.
3. ↑  木村（2011）、200頁。
4. ↑  "Assam Assembly Polls 2011," oneindia news, 9 Mar 2011.
5. ↑  “Assam - Kokrajhar”New Delhi Television (NDTV)
6. ↑  北川（2011）、72頁。
7. ↑  木村（2006）、199-200頁。
8. ↑  岩田智雄「イスラム教徒を少数民族が殺害　印アッサム州でマイノリティー間の衝突再び」MSN産経ニュース、2014年5月10日（2014年8月24日閲覧）
9. ↑  “Assam violence: Manmohan Singh takes stock of situation, Tarun Gogoi's government blamed for carnage,”dnaindia、2014年5月4日（2014年8月24日閲覧）